# Wellgunde (Schiff)
Die Wellgunde war ein deutscher Dampflogger bzw. Fischlogger, der im Ersten und Zweiten Weltkrieg von der Kaiserlichen Marine bzw. der Kriegsmarine als Hilfsschiff bzw. Vorpostenboot eingesetzt wurde. Benannt war sie nach einer der drei Rheintöchter.

## Geschichte
Soweit bekannt, wurde die Wellgunde von 1908 bis 1915 von der Visurgis von Nordenham aus im Heringsfang eingesetzt. Ihr Fischereikennzeichen war ON 4 (= Oldenburg-Nordenham). Von November 1915 bis Dezember 1917 diente sie in der Kaiserlichen Marine. Anschließend wurde sie der Visurgis zurückgegeben und war weiter im Heringsfang tätig, bis sie am 4. August 1918 durch eine Seemine so stark beschädigt wurde, dass sie wrack wurde. Sie wurde, unbekannt wann, wieder repariert und erneut im Fanggeschäft eingesetzt. 1925 ging sie an die Deutsche Seeverkehrs-A.G. „Midgard“ über.
Ab August 1931 führte sie das Fischereikennzeichen BV 1 (= Bremen-Vegesack). Ab dem 13. Juni 1940 wurde sie von der Kriegsmarine als Bewachungsfahrzeug eingesetzt. Am 16. Juli wurde sie in V 1910 umbenannt, am 15. Februar 1944 in Vs 510. Am 15. April 1946 wurde sie ihren privaten Eigentümern zurückgegeben und eventuell erneut im Fischfang eingesetzt. Am 9. Mai 1951 wurde sie an die Bremer Firma E. Gross zum Abwracken verkauft.

## Schwesterschiffe
Schwesterschiffe waren die Woglinde, Flusshilde, Hunding, Hagen, Gunther, Fasold und Alberich.